# Боос, Георгий Валентинович
Гео́ргий Валенти́нович Боо́с (род. 22 января 1963, Москва, РСФСР, СССР) — российский государственный и политический деятель, предприниматель, с сентября 2005 по сентябрь 2010 года Губернатор Калининградской области. Кандидат технических наук.

## Биография
Родился 22 января 1963 года в Москве в семье инженеров. По словам Бооса, фамилия имеет голландское происхождение, а среди предков были русские, евреи и армяне (бабушка армянка). Дед по отцовской линии был репрессирован и расстрелян в 1942 году.
Учился в московской спецшколе № 21 с английским уклоном.
В 1986 году окончил Московский энергетический институт по специальности инженер-электрик световых приборов.
1986—1988 годы — служба по призыву на офицерских должностях (младшего, затем старшего лейтенанта) в Советской Армии (Военно-воздушные силы), город Спасск-Дальний (Дальний Восток).
1988—1991 годы — инженер, старший инженер, младший научный сотрудник Всесоюзного научно-исследовательского, технологического и светотехнического института (ВНИСИ), Москва. По совместительству одновременно преподавал математику в московской средней школе № 247.
1991—1995 годы — директор московского научно-производственного светотехнического предприятия «Светосервис», которое было основано им вместе с отцом. В 1993 году предприятие стало акционерным обществом, а Боос — его генеральным директором. С 1994 года фирма занимается архитектурно-художественным освещением объектов городского хозяйства Москвы в качестве основного подрядчика. За свои работы предприятие на многих профессиональных выставках стало призёром и обладателем премий. Компанией «Светосервис» запатентован ряд светотехнических решений, в разработке которых принимал участие и сам Г. В. Боос. Среди них — «антивандальный» светильник, разработанный для эксплуатации в подъездах.
В 1995 году получил степень кандидата технических наук (тема диссертации — «Повышение эффективности установок наружного освещения улиц и площадей городов», НИИСФ РААСН).
5 сентября 2018 года присвоено учёное звание доцента по научной специальности «Светотехника».

### Политическая карьера
В декабре 1995 года избран депутатом Государственной Думы второго созыва Федерального Собрания Российской Федерации от Медведковского одномандатного избирательного округа.
1996—1998 годы — депутат Государственной Думы Федерального Собрания Российской Федерации, член фракции «Наш дом — Россия», заместитель председателя фракции, член Комитета Госдумы по бюджету, налогам, банкам и финансам.
29 сентября 1998 года постановлением Правительства Российской Федерации назначен на пост главы Госналогслужбы Российской Федерации, затем Указом Президента Российской Федерации — Министром Российской Федерации по налогам и сборам. В мае 1999 года отправлен в отставку вместе с кабинетом Евгения Примакова.
В декабре 1999 года избран депутатом Государственной Думы третьего созыва от Медведковского одномандатного избирательного округа.
1999—2003 годы — член фракции «Отечество — Вся Россия», заместитель председателя Государственной Думы от фракции «Отечество — Вся Россия».
В декабре 2003 года избран депутатом Государственной Думы четвёртого созыва Федерального собрания РФ от Медведковского одномандатного избирательного округа.
С 2003 по 21 сентября 2005 года — заместитель председателя Государственной Думы ФС РФ, член президиума фракции «Единая Россия», член Высшего совета партии «Единая Россия» (на последней должности оставался и во время работы губернатором Калининградской области).
С 30 марта по 29 сентября 2006 — член президиума Государственного совета Российской Федерации.
В 2007 году баллотировался от Калининградской области в депутаты Государственной Думы России пятого созыва, был избран, но позже отказался от мандата.

### Губернатор Калининградской области
С 28 сентября 2005 года — губернатор Калининградской области (наделён полномочиями депутатами областной думы по представлению президента В. В. Путина).
Боос преобразовал администрацию области в правительство, которое было сформировано из профессионального окружения самого губернатора и местных членов партии «Единая Россия» под руководством Юрия Шалимова, выступил инициатором создания герба, флага, наградной системы области.
Во время руководства областью выдвигал идеи переселить в неё несколько миллионов граждан из стран СНГ и Прибалтики (в действительности по состоянию на начало 2010 года по программе возвращения соотечественников в Калининградскую область приехало 6800 человек), достичь в среднем к концу 2008 года уровня жизни Литвы и Польши, построить металлургический комбинат, проводить под Калининградом этапы гонок «Формулы 1», построить ипподром, марину в городе Пионерском, соорудить лучший в Европе музыкальный театр на берегу Нижнего пруда. По его инициативе строится Приморское кольцо, создаётся игорная зона, в 2010 году началось строительство Балтийской АЭС. За время его губернаторства, в рамках реализации нацпроекта «Образование», калининградская область стала безусловным лидером среди 31 региона РФ, строятся школы, развивается дошкольное образование, лучшие ученики и учителя получают премии, закупаются автобусы и оборудование, выделяются средства на обучение детей-инвалидов. Заработала программа помощи детям-сиротам, ветеранам ВОВ и малообеспеченным семьям. При этом было закрыто более семидесяти школ с низким качеством образования, что вызвало протесты у части населения. Уделял большое внимание развитию системы профессиональной подготовки по специальностям, которые востребованы в Калининградской области. В частности, по его инициативе был открыт медицинский факультет в РГУ им. И.Канта (сегодня — БФУ им. И. Канта). А сам калининградский университет стал федеральным. Была закрыта 1/6 всех роддомов (закрытие родильных домов обосновывалось отсутствием условий для ухода за роженицами и новорождёнными). Зато был открыт современный областной перинатальный центр, и уровень младенческой смертности стал одним из самых низких в стране. Закрыта и разграблена мародерами одна из лучших больниц — медсанчасть № 1. Увеличены тарифы на услуги ЖКХ, налоги, выросли безработица и задержки выплаты зарплаты, ухудшилось транспортное обеспечение, не решены проблемы со свободой перемещения жителей области за её пределы, усилилось давление властей на СМИ, областная дума, где Г. Боос так и не появился на протяжении пяти лет своего пребывания в губернаторском кресле, подконтрольная «Единой России», послушно принимала все проекты законов, поступавшие из правительства Г. Бооса. Всё это вызвало недовольство населения, в глазах которого Г. Боос был «московским варягом». Главной причиной недовольства населения области, отличающейся высоким показателем количества частных автомобилей на душу населения, стало решение о повышении транспортного налога.
В то же время более тысячи личных хозяйств получили новые кредиты и пролонгацию прежних. Введены пять крупных перерабатывающих производств: «Роксон», «Конкордия», «Арви МПК», «ХИПП», «Содружество СОЯ». Удалось привлечь инвестиции на строительство и капитальный ремонт дорог, а также построить паромную переправу, грузопассажирский комплекс в Балтийске, начато строительство Приморского кольца (при Георгии Боосе был введён в эксплуатацию участок от Калининграда до аэропорта Храброво). Также уделялось немалое внимание жилищному вопросу, были предприняты меры по обеспечением жильём детей сирот.
Произошел рост промышленности и сельского хозяйства, что способствовало созданию новых рабочих мест. Так, в 2010 году Калининградская область вошла в тройку лидеров среди других регионов страны по индексу промышленного производства, а по индексу производства сельского хозяйства заняла второе место. Область вышла на лидирующие позиции по строительству дорог и жилья в СЗФО.
Бюджетная система региона преодолела кризисные испытания, сохранив доходный потенциал и финансирование стратегических приоритетов развития.
При активном участии Бооса были выявлены и перекрыты трансграничные каналы поступления наркотиков в область, ликвидирован цыганский табор в поселке Дорожный, знаменитый демонстративной торговлей наркотиками.
22 января 2010 года Г. В. Боосу было доверено выступить с основным докладом на заседании Госсовета, посвящённом развитию политической системы России. По окончании заседания Боос заявил о намерении остаться губернатором Калининградской области на второй срок, если его кандидатура будет одобрена президентом и поддержана жителями региона.
30 января 2010 года в Калининграде состоялся самый массовый за многие годы митинг, на котором около 10000 человек потребовали отставки Георгия Бооса с должности губернатора. С 1 февраля 2010 года Боос намеревался уйти в отпуск, но вынужден был его отменить (его самолёт в день митинга долетел до острова Мадейра, а потом вернулся).
В преддверии новых массовых выступлений граждан внедрил новую форму общения с населением, названную «телемитингом»: губернатор и его сотрудники размещались в здании РГУ им. И.Канта, а жители города стояли у телекамер на соседних улицах и передавали ему просьбы повлиять на решение бытовых вопросов, которые не решаются в рабочем порядке местными чиновниками. Первый «телемитинг» проводил московский журналист и телеведущий Владимир Соловьёв.
Митинг в Калининграде вошел в историю не только как один из самых массовых, но и как самый мирный: власти не предприняли попыток для его разгона, смогли обеспечить безопасность его участникам и предотвратили возможные провокации Наблюдатели также отмечали подчеркнуто вежливые действия сотрудников правоохранительных органов.
На торжественных мероприятиях иногда появлялся в форме полковника авиации. После публикации статьи о технической ошибке в присвоении звания полковника в 2010 году, снова стал капитаном.
16 августа 2010 года было объявлено, что Г. Боос не включён в список кандидатов на должность губернатора области.
Перед уходом с должности выступил с отчётным докладом, в котором отметил положительный вклад своего правительства в развитие области. Новый губернатор области Николай Цуканов в ноябре 2010 года обнародовал сведения о том, что правительство Г. Бооса за пять лет увеличило долговые обязательства области в 10 раз (до 10,9 миллиардов рублей).

### После ухода из политики
28 декабря 2011 года Боос был назначен председателем совета директоров ВВЦ, но в июне 2012 года освобождён от должности.
14 января 2012 года избран в совет директоров Холдинга межрегиональных распределительных сетевых компаний (ОАО «Российские сети»), а затем был его председателем до 28 июня 2013 года. После этого полностью обновился совет директоров калининградского «Янтарьэнерго», в него вошли и бывшие сотрудники Бооса.
Является владельцем и президентом Международной светотехнической корпорации «Боос лайтинг групп». С 2014 года — зав. кафедрой «Светотехники» МЭИ.
В апреле 2015 года, Георгий Боос назначен Председателем Общественного Совета Федерального дорожного агентства Министерства Транспорта Российской Федерации (Росавтодор).
В апреле 2017 года возглавил научно-технический совет светотехнической отрасли России «Светотехника» (НТС «Светотехника»).
16 февраля 2018 года был награждён премией «Персона года 2017» на Евразийской светотехнической премии «Золотой фотон».

## Личная жизнь и семья
Отец — Боос Валентин Гербертович (родился в 1938 году) — кандидат технических наук, член совета директоров ООО «ВНИСИ», имеет патент «Способ измерения дорожного покрытия».
Женат. Имеет семь дочерей и сына Глеба (2017 года рождения) от трёх браков.
- Первая жена — Валентина Юрьевна Боос, окончила Московский энергетический университет, в студенческие годы вышла замуж за Георгия Бооса, после четырёх лет совместной жизни супругов брак распался. Работает логопедом-дефектологом, в 2008 году выпустила видеокурс «Домашний логопед».

Дочь Екатерина от первого брака родилась в 1986 году, в 2007 году окончила Московский энергетический институт, в 2007—2008 годах работала инженером-испытателем Московского опытного светотехнического завода, входящего в холдинг «Светосервис», в 2008—2009 годах — главный специалист ООО «Светосервис», с сентября 2009 года — генеральный директор ООО «Светопроект», член совета директоров Всероссийского светотехнического института имени С. И. Вавилова, 23 января 2009 года родила сына, внука Георгия Бооса.
- Вторая жена — Елена Владимировна Лирина-Боос (род. в 1966 году), в 1996 году вышла замуж за Бооса, познакомились в теннисном клубе «Лианозово». Сначала работала финансовым директором головной компании холдинга Георгия Бооса — ЗАО НПСП «Светосервис», после избрания мужа депутатом Госдумы в 1999 году возглавила компанию. Через несколько лет развелась с Боосом, оставалась гендиректором холдинга «Светосистема» до 2006 года. По данным СПАРК, Елене Лириной принадлежит 11,04 % акций ЗАО НПСП «Светосервис». С 2005 года — генеральный директор ООО Управляющая компания «БЛ ГРУПП». С 2008 года возглавляла совет директоров «Внешпромбанка»[103]. 16 ноября 1996 года в этом браке родилась Елена, её крестный отец — Юрий Лужков.
- Третья жена — Боос Анна Вячеславовна, выпускница экономического факультета МГУ, работала в банке, аффилированное лицо ОАО «Московский опытный светотехнический завод»[97]. В третьем браке родились Надежда (2002), Мария (2004), Любовь (2006), Вера (16 августа 2009 года), Глеб (2017 год) и Ирина (18 августа 2020 года)[99][100][101].

В бытность губернатором за пределы Калининградской области предпочитал летать на частном самолёте, который, судя по декларации о доходах, ему не принадлежал, но был украшен гербом Калининградской области.
Имеет также яхту.
В Калининграде проживал в своём доме общей площадью 691,6 м² в элитном квартале на улице Демьяна Бедного в Ленинградском районе.
Доход Г. Бооса за 2008 год составил 122 370 965 рублей, из которых 841 572 рубля, заработанные по основному месту работы, были перечислены на счета детских домов Калининградской области (недоступная ссылка). В 2009 доход составил 86,4 млн руб.
Георгий Боос увлекается пением под гитару и ездой на мотоцикле.

## Награды
- Орден «За заслуги перед Отечеством» IV степени (21 января 2008 года) — за большой вклад в социально-экономическое развитие области и многолетнюю плодотворную работу[110]
- Орден Почёта (28 января 2004 года) — за активное участие в законотворческой деятельности и многолетнюю добросовестную работу[111]
- Медаль «В память 850-летия Москвы»
- Медаль «За заслуги в проведении Всероссийской переписи населения»
- Медаль «В память 300-летия Санкт-Петербурга»
- Медаль «70 лет Вооружённых Сил СССР»
- Государственная премия Российской Федерации в области литературы и искусства 1996 года (29 мая 1997 года) — за формирование светоцветовой среды г. Москвы[112]
- Почётная грамота Правительства Российской Федерации (6 июля 1999 года)— за заслуги перед государством и многолетний добросовестный труд[113]
- Медаль «Совет Федерации. 15 лет» (2008 год) — за многолетний добросовестный труд, большой вклад в обеспечение взаимодействия Совета Федерации Федерального Собрания Российской Федерации и государственных органов, организаций, в развитие и совершенствование федерального законодательства субъектов Российской Федерации, укрепление российской государственности и в связи с 15-летием Совета Федерации Федерального Собрания Российской Федерации[114]
- Командор ордена «За заслуги» (Габон, 2000)[115]
- Орден святого благоверного князя Даниила Московского II степени (РПЦ, 2006)[116]
- Высшая юридическая премия «Фемида» (17 Февраля 2007) в номинации «Россия и Европа» — За развитие институтов гражданского общества в процессе интеграции РФ и Евросоюза[117]
- Почётный доктор БФУ им. И.Канта (2012)[118]
- 20 мая 2019 года Георгий и Анна Боос в соответствии с указом президента РФ Владимира Путина № 118 от 26 марта 2018 года, награждены медалями ордена «Родительская слава»[119][120]

## Воинские звания
- 28 января 1986 года — лейтенант (после окончания военной кафедры)[121].
- 5 марта 1988 года — старший лейтенант (в период прохождения военной службы)[121].
- В период пребывания в запасе министром обороны Российской Федерации были присвоены воинские звания капитан, подполковник и полковник, однако воинское звание майор ему не присваивалось. Звания подполковник и полковник были присвоены неправомерно, поскольку законодательством не предусмотрено присвоение внеочередных воинских званий офицерам запаса[121].
- 7 июня 2010 года министр обороны Российской Федерации отменил приказы о присвоении Г. Боосу воинских званий подполковник и полковник[121].

## Публикации
- Справочная книга по светотехнике. Под редакцией Г. В. Бооса и Ю. Б. Айзенберга. 4-е изд.[122]